# Parklife
Parklife ist das dritte Studioalbum der britischen Rockband Blur und erschien am 25. April 1994. Es erreichte 1994 dreimal Platin im Vereinigten Königreich und erhielt im gleichen Jahr vier Auszeichnungen bei den BRIT Awards.

## Vorgeschichte
Eingespielt wurde Parklife zwischen November 1993 und Januar 1994 in London. Produziert wurde es von Stephen Street, einem der führenden britischen Musikproduzenten. Er übernahm diese Aufgabe auch bei den nachfolgenden Alben von Blur. Bei den Aufnahmen fungierten John Smith und Stephen Hague als Toningenieure. Auf den Markt gebracht wurde Parklife in Europa von den damaligen EMI-Labels Food Records und Parlophone, in Nordamerika erschien es über EMI Records. Seit dem Ende von EMI und der Übernahme von Parlophone liegen die Vertriebsrechte bei der Warner Music Group.
Das Foto auf dem Albumcover zeigt ein Windhundrennen und wurde am 2. November 1988 in Essex von dem Sportfotografen Bob Thomas gemacht.

## Bedeutung
Mit dem Album Parklife und der dazugehörigen Single Girls & Boys schafften Blur in England den kommerziellen Durchbruch und markierten 1994 gemeinsam mit dem Debütalbum von Oasis einen Meilenstein in der britischen Musikgeschichte. Parklife landete in England auf Platz 1 der Albumcharts, konnte sich aber nicht wie die Single Girls & Boys international behaupten. Obwohl das Album stilistisch sehr vielseitig ausgeprägt ist, zählt es zu den klassischen Vertretern der retrospektivischen Wiederbelebung der britischen Rock- und Mod-Musik der 1960er Jahre. Ferner ist Parklife musikalisch von New-Wave-Bands wie XTC und Wire beeinflusst (insbesondere der Song Tracy Jacks) und zitiert auch die elektronische Popmusik der Gegenwart.

## Titelliste
Alle Songs stammen aus der Feder von Damon Albarn, Graham Coxon, Alex James und Dave Rowntree. Bis auf Far Out (Alex James) zeichnet Albarn für alle Songtexte verantwortlich.
Seite 1
1. Girls & Boys – 4:51
2. Tracy Jacks – 4:20
3. End of a Century – 2:45
4. Parklife (feat. Phil Daniels) – 3:05
5. Bank Holiday – 1:42
6. Badhead – 3:25
7. The Debt Collector – 2:10
8. Far Out – 1:41

Seite 2
1. To the End (feat. Lætitia Sadier) – 4:05
2. London Loves – 4:15
3. Trouble in the Message Centre – 4:09
4. Clover over Dover – 3:22
5. Magic America – 3:38
6. Jubilee – 2:47
7. This Is a Low – 5:07
8. Lot 105 – 1:17

Bonustrack (Japan)
1. Girls & Boys (Pet Shop Boys Remix) – 7:16

## Hintergründe

### Girls & Boys
Girls & Boys karikiert das Verhalten und den Alkoholismus von britischen Urlaubern in Südeuropa. Das Lied enthält einen, für Blur eher untypischen, Eurodance-Keyboardsound und wurde aufgrund seines Textes großer Teil der Lesben- und Schwulenbewegung. Für das Lied entstand ein Musikvideo des Regisseurs Kevin Godley und ein Remix der Pet Shop Boys. Der Song war mit Platz 5 der britischen Charts der bis dato größte Charterfolg einer Blur-Single. Die Single wurde auch in den USA zum erfolgreichsten Hit der Band mit Platz 59 in den Hot 100-Charts.

### Tracy Jacks
Tracy Jacks behandelt laut Damon Albarn die Geschichte eines Charakters der britischen Küstenstädte. Nach der Veröffentlichung von Parklife wurden Stimmen laut, die behaupteten, das Lied handelt von einem Transvestit, da im Booklet des Albums neben dem Text von Tracy Jacks eine Zeichnung Graham Coxons eines Golfspielers in Frauenkleidung zu sehen ist.

### End of a Century
End of a Century war die letzte offizielle Single aus dem Album. Das Musikvideo wurde bei einem Auftritt der Band Londoner Alexandra Palace gefilmt, jedoch war die Single mit Platz 19 der britischen Charts weniger erfolgreich als die vorherigen.

### Parklife
Parklife entstand mit der Beteiligung des britischen Schauspielers Phil Daniels, der einen Großteil des Sprechtextes des Lieds einsprach. Gitarrist Graham Coxon spielte einen Saxophonpart für das Stück ein, das Lied erreichte Platz 10 der Charts.

### Bank Holiday
Bank Holiday bezieht sich auf die Bankfeiertage in Großbritannien. In dem schnellen, punkähnlichen Lied werden Alkoholkonsum und ausschweifende Feiern beschrieben.

### Badhead
Badhead ist ein langsames Stück, indem u. a. Posaunen zu hören sind. Das Lied war lange Jahre ein fester Bestandteil von Blurs Livesetlist.

### The Debt Collector
The Debt Collector ist das erste von zwei Instrumentalstücken auf dem Album. Es hieß ursprünglich Why Is The Time Signature of 3/4 Obsolete In The Late Twentieth Cenrury und ist in einem Walzertakt gehalten.

### Far Out
Far Out ist der Beitrag von Bassist Alex James zum Album. Es enthält ein Orgelintro und behandelt inhaltlich James Interesse an Astronomie. Es wurde nur ein einziges Mal live gespielt, im Juni 1995 im Mile End Stadium in London.

### To the End
To the End hat französische Textpassagen, die von Lætitia Sadier von der Band Stereolab eingesungen wurden. Das Musikvideo zur Single wurde in Prag gedreht, das Lied erreichte Platz 16 der Charts. Später wurde auch ein komplett französischsprachige Version mit der Sängerin Françoise Hardy aufgenommen wurde.
Anders als die restliche Songs wurde To the End von der Band, John Smith und Stephen Hague produziert.

### London Loves
London Loves beinhaltet einen elektronischen Beat, der mit einer Music Workstation vom Typ Yamaha QY19 erstellt wurde. Der Text wurde von Martin Amis Roman London Fields inspiriert.

### Trouble in the Message Centre
Trouble in the Message Centre listet u. a. Raumnamen verschiedener Zimmer aus einem New Yorker Hotel, die Albarn bei einem Aufenthalt dort aufgefallen waren. Es wurde nur in den Jahren 1994 und 1995 live gespielt und noch ein weiteres Mal Anfang 2015.

### Clover Over Dover
Clover Over Dover beinhaltet ein Sample mit Möwengeschrei. Das Keyboard im Song erinnert an ein Spinett.

### Magic America
Magic America thematisiert und kritisiert insgeheim die amerikanische Populärkultur und kulturelle Missverständnisse zwischen den USA und Großbritannien. Der Name des Protagonisten des Songs, Bill Barratt, spielt auf Barratt Developments, einen Fertighausproduzenten, an.

### Jubilee
Jubilee ist ein weiteres schnelles und punklastiges Stück des Albums. Es war Mitte der 90er Jahre ein regulärer Teil von Blurs Livesetlist.

### This Is a Low
This Is a Low wurde von Albarn während einer USA Tournee der Band im Jahr 1992 geschrieben. Im Text werden u. a. Land’s End und die Doggerbank genannt. Anfang 1995 erschien eine Promotion-Single des Songs.

### Lot 105
Lot 105 ist das zweite Instrumentalstück des Albums, das das Album abschließt. Es wurde während der Tour zu Parklife oft als Intromusik verwendet und wurde mit einer Hammond-Orgel eingespielt.

## Rezeption
Parklife gilt als das Opus magnum von Blur. Pitchfork wählte es auf Platz 2 der 50 besten Britpop-Alben und auf Platz 54 der 100 besten Alben der 1990er Jahre. In der Auswahl der 500 besten Alben aller Zeiten des New Musical Express erreichte es Platz 22. Das Magazin Spin führt Parklife auf Platz 171 der 300 besten Alben aus dem Zeitraum 1985 bis 2014.

„Die Platte wurde zur Essenz des Genres Britpop und hatte eine ganze Reihe an gut ausgearbeiteten Hits zu bieten, die viel vom Zynismus der Kinks in den 60ern hatten. [...] Parklife bleibt Blurs intensivstes Werk. Es ist der Vergangenheit verbunden, klingt aber entschieden modern.“

Parklife wurde in die 1001 Albums You Must Hear Before You Die aufgenommen.
2020 wurde das Album auf Platz 438 der Rolling Stone greatest Albums of All Time List aufgenommen.